# Betsy Snite
Betsy Baxter Snite, po mężu Riley (ur. 20 grudnia 1938 w Grand Rapids, zm. 15 czerwca 1984 w Burlington) – amerykańska narciarka alpejska, wicemistrzyni olimpijska i wicemistrzyni świata.

## Kariera
Największy sukces w karierze Betsy Snite osiągnęła w 1960 roku, kiedy podczas igrzysk olimpijskich w Squaw Valley wywalczyła srebrny medal w slalomie. Po pierwszym przejeździe zajmowała czwarte miejsce, tracąc do prowadzącej Kanadyjki Anne Heggtveit 3,4 sekundy. W drugim przejeździe osiągnęła najlepszy wynik i sięgnęła po srebrny medal. Ostatecznie straciła 3,3 sekundy do Heggtveit, a o 3,7 sekundy wyprzedziła Barbarę Henneberger ze Wspólnej Reprezentacji Niemiec. Na tych samych igrzyskach zajęła także czwarte miejsce w slalomie gigancie, przegrywając walkę o podium z Włoszką Giulianą Chenal Minuzzo o 0,2 sekundy. Wystartowała również w gigancie na rozgrywanych cztery lata wcześniej igrzyskach olimpijskich w Cortinie d’Ampezzo, jednak została zdyskwalifikowana. Ponadto w 1959 roku zwyciężyła w slalomie podczas zawodów Arlberg-Kandahar-Rennen rozgrywanych w Garmisch-Partenkirchen oraz gigancie na zawodach SDS-Rennen w szwajcarskim Grindelwald.
Snite zmarła na raka w 1984 roku. Jej prochy rozrzucono na Mount Mansfield w stanie Vermont.

## Osiągnięcia

### Igrzyska olimpijskie
| Miejsce | Dzień       | Rok  | Miejscowość       | Konkurencja | Czas biegu | Strata | Zwyciężczyni   |
| ------- | ----------- | ---- | ----------------- | ----------- | ---------- | ------ | -------------- |
| DSQ     | 27 stycznia | 1956 | Cortina d’Ampezzo | Gigant      | 1:56,5 min | -      | Rosa Reichert  |
| DNF     | 20 lutego   | 1960 | Squaw Valley      | Zjazd       | 1:37,6 min | -      | Heidi Biebl    |
| 4.      | 23 lutego   | 1960 | Squaw Valley      | Gigant      | 1:39,9 min | +0,5 s | Yvonne Rüegg   |
| 2.      | 26 lutego   | 1960 | Squaw Valley      | Slalom      | 1:49,6 min | 3,3 s  | Anne Heggtveit |

### Mistrzostwa świata
| Miejsce | Dzień       | Rok  | Miejscowość       | Konkurencja | Czas biegu | Strata | Zwyciężczyni   |
| ------- | ----------- | ---- | ----------------- | ----------- | ---------- | ------ | -------------- |
| DSQ     | 27 stycznia | 1956 | Cortina d’Ampezzo | Gigant      | 1:56,5 min | -      | Rosa Reichert  |
| DNF     | 20 lutego   | 1960 | Squaw Valley      | Zjazd       | 1:37,6 min | -      | Heidi Biebl    |
| 4.      | 23 lutego   | 1960 | Squaw Valley      | Gigant      | 1:39,9 min | +0,5 s | Yvonne Rüegg   |
| 2.      | 26 lutego   | 1960 | Squaw Valley      | Slalom      | 1:49,6 min | 3,3 s  | Anne Heggtveit |